# 岭门镇
岭门镇，是中华人民共和国广东省茂名市电白区下辖的一个行政建制镇。
境内有茂名市农业科技推广中心基地——新华农场，列为电白区的类似乡级单位。

## 行政区划
岭门镇下辖以下地区：
岭门社区、新丰村、清湖村、大登坡村、丹步村、海坡村、鹿岭村、石港村、海港村、夏蓝村、平岚村、祖岱村、东河村、山前村、山河村、新坡仔村、山后村和大榜村。